# Edward Niño Hernández
Edward Niño Hernández (Født i 1986) er en colombiansk danser og skuespiller der også på et tidspunkt blev officielt godkendt som verdens mindste nulevende mand den 4. september 2010, af Guinness World Records. Han var da 24 år og vejede 10 kg og var 0,7 meter høj. Han bor i Bogotá Colombia . Edward vejede 2 kg, da han blev født og væksten stoppede, da han fyldte to år.
Den foregående rekordholder He Pingping fra Kina var en tomme højere. Han døde 13. marts 2010 i Rom i Italien hvor han filmede programmet Lo show dei record.
Den 14. oktober 2010 slog Khagendra Thapa Magar fra Nepal rekorden, da han fyldte 18.
Efter Magars død i 2020 blev Hernández igen verdens mindste mobile mand.